# Jacek Gawroński
Jacek Kazimierz Gawroński (ur. 20 kwietnia 1943, zm. 1 kwietnia 2020) – polski profesor nauk chemicznych. 

## Życiorys
Specjalizował się w zagadnieniach z zakresu chemii organicznej oraz stereochemii. Był członkiem korespondentem Polskiej Akademii Nauk od 2013 roku, i członkiem rzeczywistym PAN od 2020 roku, zasiadał w Prezydium Zarządu Głównego Polskiego Towarzystwa Chemicznego. Był także pracownikiem Wydziału Chemii Uniwersytetu im. Adama Mickiewicza w Poznaniu.
Był absolwentem UAM w Poznaniu (kierunek: chemia, rocznik 1966). Doktoryzował się w 1972 roku, tytuł profesora nauk chemicznych nadano mu w 1990 roku.

## Nagrody i wyróżnienia
Uhonorowany m.in.:
- Nagrodami Ministra Edukacji Narodowej,
- Medalem im. Stanisława Kostaneckiego Polskiego Towarzystwa Chemicznego (2000),
- Nagrodą Naukową im. Marii Skłodowskiej-Curie PAN (2006),
- Nagrodą Prezesa Rady Ministrów (2012),
- Medalem Komisji Edukacji Narodowej (2005).